# Église Saint-Erme de Saint-Erme-Outre-et-Ramecourt
L'église Saint-Erme est une église située à Saint-Erme-Outre-et-Ramecourt, en France.

## Description

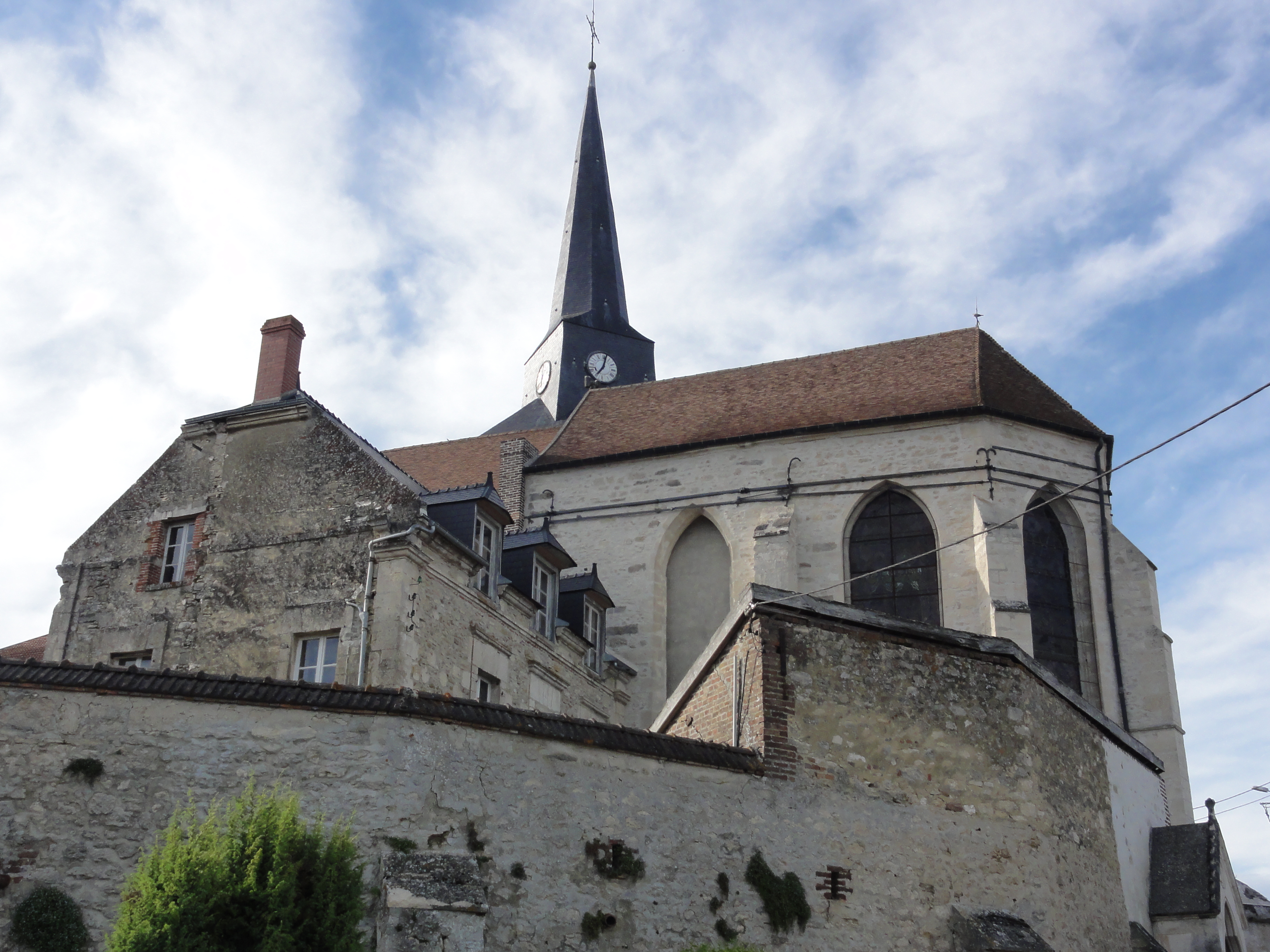
L'église sur sa butte.
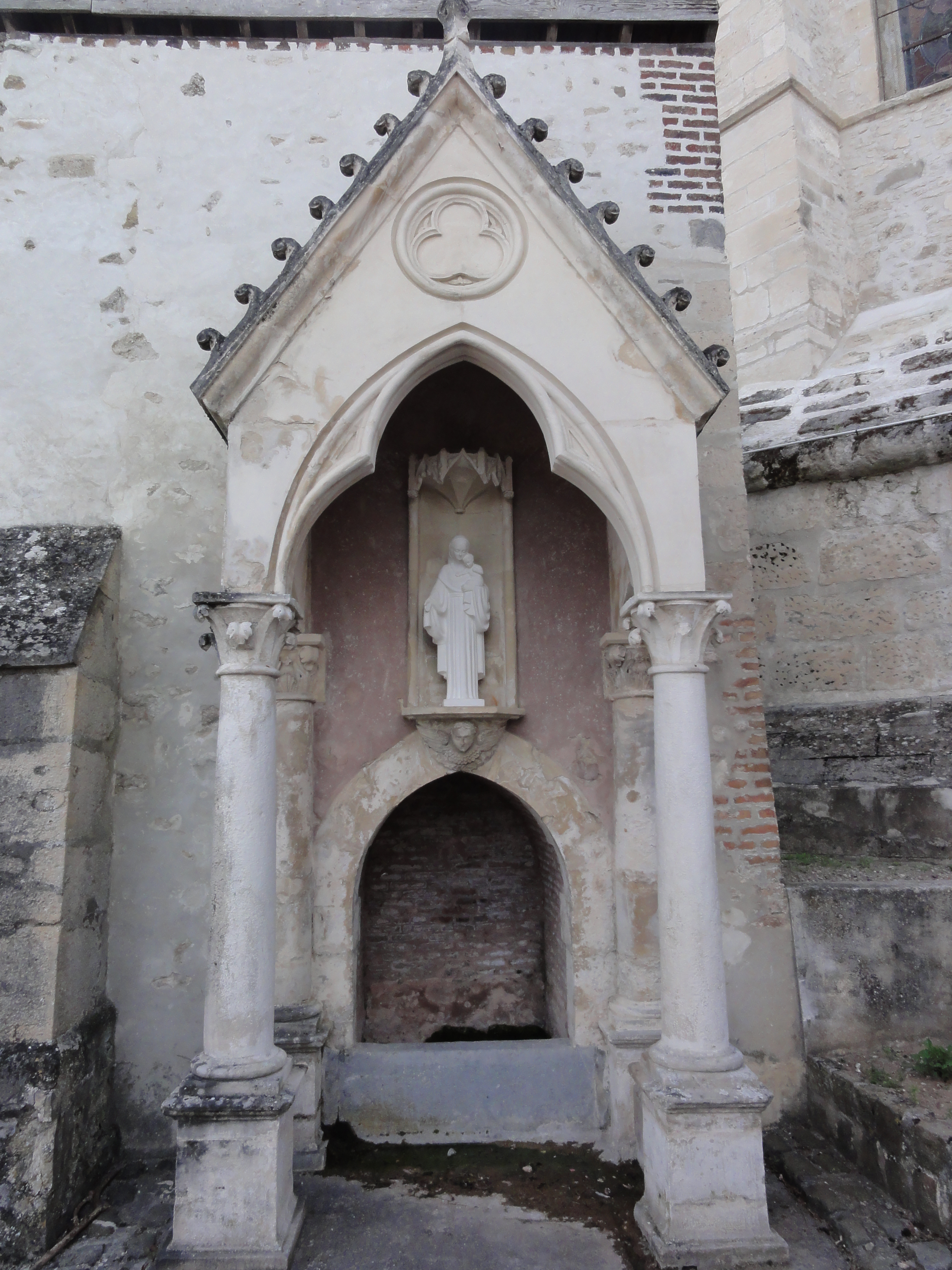
oratoire-fontaine contre le chevet.
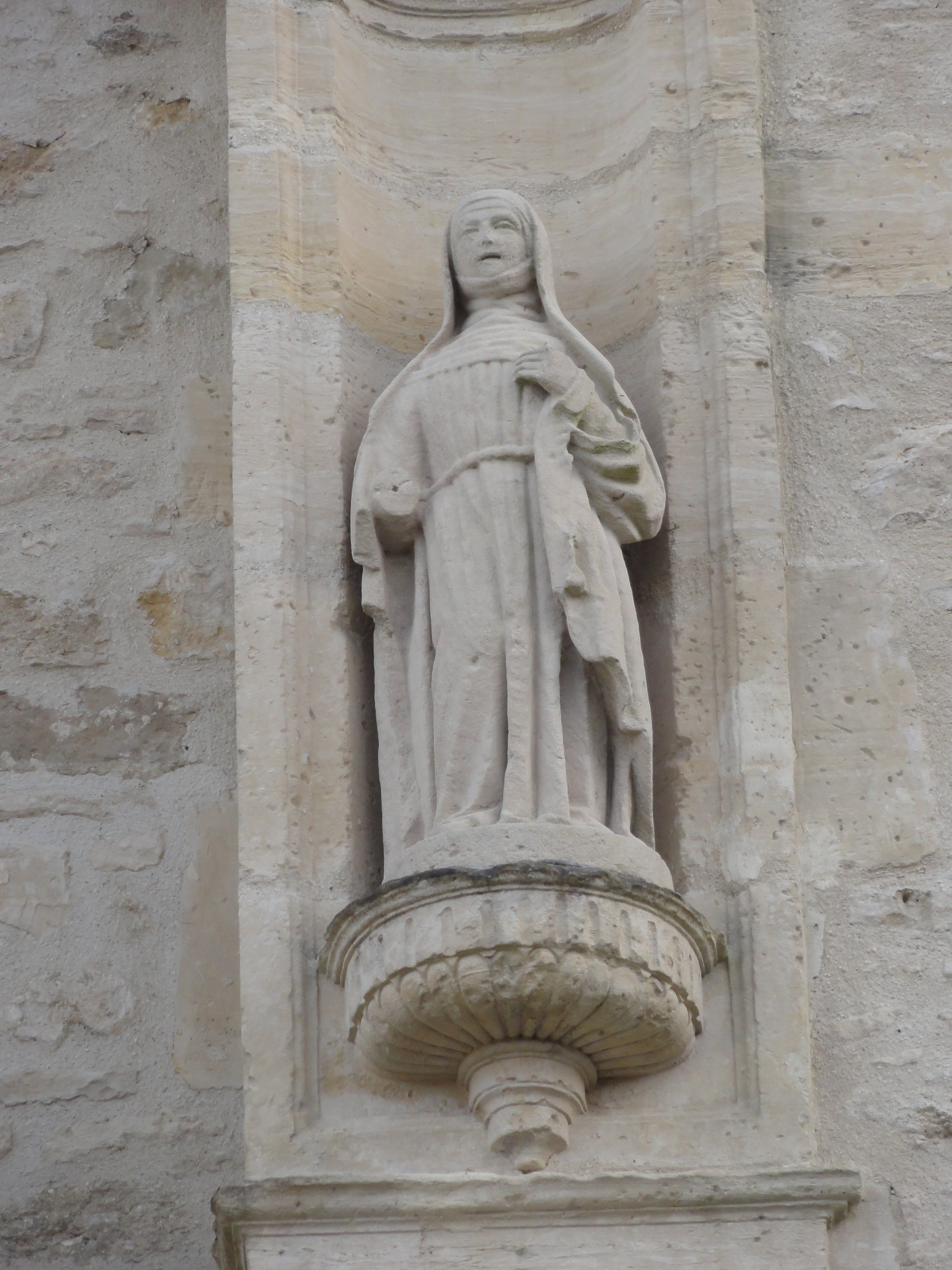
Statue de la façade.
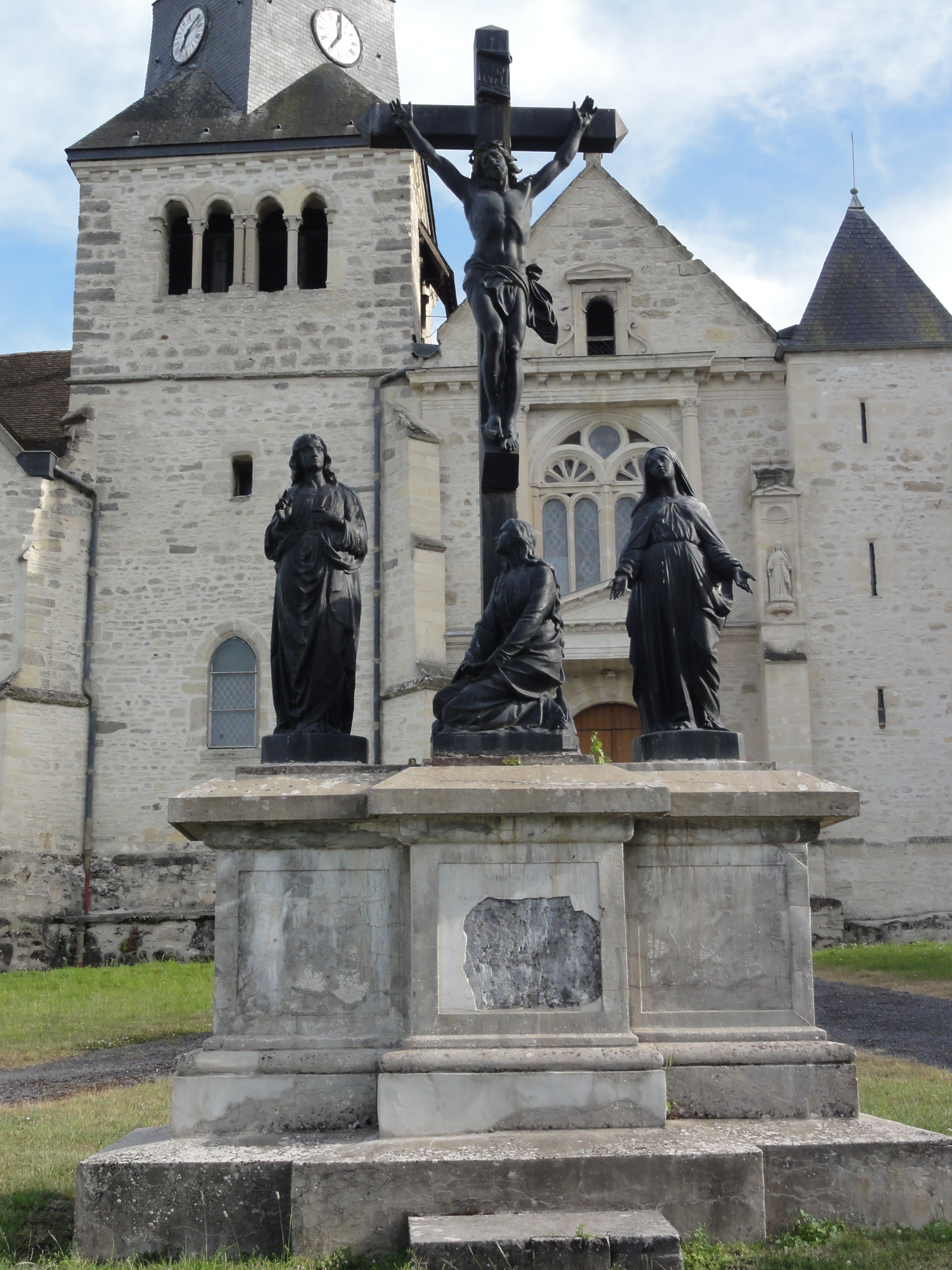
Calvaire dans l'enceinte de l'église (ancien cimetière).

## Localisation
L'église est située sur la commune de Saint-Erme-Outre-et-Ramecourt, dans le département de l'Aisne.

## Historique
Le monument est inscrit au titre des monuments historiques en 1932.